# Vitoslav
Vitoslav je moško osebno ime.

## Izvor imena
Ime Vitoslav je izpeljano iz imena Vitomir.

## Pogostost imena
Po podatkih Statističnega urada Republike Slovenije je bilo na dan 31. decembra 2007 v Sloveniji 19 oseb z imenom Vitoslav.

## Osebni praznik
Vitoslav lahko goduje takrat kot Vitomir.